# Mazda MX-3
Der Mazda MX-3 (Code: EC) ist ein viersitziges Sportcoupé mit Frontantrieb, selbsttragender Karosserie, großer Heckklappe und 289 Liter Gepäckraum. Basis ist die Plattform des Mazda 323. Debüt feierte der MX-3 auf der IAA Frankfurt 1991. Im Ausland wurde das Modell unter verschiedenen Bezeichnungen angeboten: In Kanada hatte es den Namen Mazda MX-3 Precidia, in Japan und anderen Märkten wurde es als Eunos Presso oder Autozam AZ-3 verkauft. Das Modell erregte unter anderem durch den Umstand Aufsehen, dass es mit dem zu jener Zeit kleinsten Sechszylindermotor (nur 1,85 Liter Hubraum/Freiläufer) zu haben war. Ein Jahr später wurde dieser Rekord jedoch von Mitsubishi schon wieder unterboten, als im Colt und Lancer ein V6-Motor mit nur 1,6-Litern Hubraum eingeführt wurde.

## Übersicht
Das Fahrzeug ist 4,22 m lang, der Radstand beträgt 2,46 m, die Spurweite vorn 1460 mm und 1465 mm hinten. Die Räder sind einzeln an MacPherson-Federbeinen und Querlenkern aufgehängt, hinten sind zwei Querlenker unten und ein Längslenker verbaut („Twin-Trapezoidal Link“, TTL), eine ähnliche Aufhängung verwendet Lancia. Die Hinterradaufhängung ist nachgiebig ausgelegt und soll für gutes Kurvenverhalten sorgen, indem sie bei Seitenkraft in Vorspur geht. Das V6-Modell war mit einem Heckspoiler ausgestattet.
Anfangs war der MX-3 in Deutschland mit zwei Motorisierungen lieferbar:
- als 1,6-l-SOHC-16 V-Vierzylinder-Ottomotor mit 65 kW (88 PS)
- und mit 1845 cm³ Hubraum als V6-Motor mit 98 kW (133 PS) und 157 Nm Drehmoment;[3] der Motorblock besteht aus Aluminium, sein Zylinderbankwinkel beträgt 60°. Mit 2,0 l Hubraum wurde dieser Motor im Mazda Xedos 6 verbaut.[4] Beide Motoren des MX-3 hatten als Handschalter ein Fünfganggetriebe.[5]

Ab 1994 wurde das Facelift-Modell mit ABS, vier Scheibenbremsen (vorne 257 mm innenbelüftet; hinten 251 mm), Fahrer- und Beifahrerairbags sowie Seitenaufprallschutz ausgestattet. Der Innenraum erhielt ein neugestaltetes Armaturenbrett mit runden Luftauslässen, die Vordersitze wurden verändert und die Fensterheber werden nun, wie die Außenspiegel und das aufpreispflichtige Schiebedach, elektrisch betrieben (außer beim Sondermodell Youngster, das ohne ABS und Airbags erhältlich war).
Auch die Motoren wurden modifiziert (Abgasnormen ab 1994 Euro 1 (E2), ab 1996 Euro 2):
- der Vierzylinder mit 16 Ventilen wurde zu einem DOHC-Motor mit 79 kW (107 PS)
- der Sechszylinder mit 24 Ventilen leistete jetzt 95 kW (129 PS). Alle Motoren hatten einen Zahnriemen.[6][7]

Ende 1994 wurde der Verkauf des Wagens in den USA wieder eingestellt, 1996 auch in Kanada. Produktionsstopp war im Herbst 1996. In Europa und Asien wurde das Coupé noch bis 1998 verkauft. Der Gesamtverkauf in Deutschland summiert sich auf ca. 20.000 Stück.
| Modell | Hubraum (cm³) | Motorcode | Motorbauart | Nockenwellen- antrieb | Leistung kW (PS) bei 1/min | Drehmoment Nm bei 1/min | Verdichtungs- verhältnis | Verbrauch l/100 km | Bauzeit   | Bemerkung |
| ------ | ------------- | --------- | ----------- | --------------------- | -------------------------- | ----------------------- | ------------------------ | ------------------ | --------- | --------- |
| 1,6    | 1598          | B6        | R4          | SOHC                  | 65 (88) / 5300             | 132/4000                | 9,0:1                    | 7,5 – 9,0          | 1992–1994 |           |
| 1,6    | 1598          | B6        | R4          | DOHC                  | 79 (107) / 6200            | 134/3600                | 9,0:1                    | 7,8                | 1994–1998 |           |
| 1,8    | 1845          | K8        | V6          | DOHC                  | 98 (133) / 6800            | 157/5300                | 9,2:1                    | 10,7               | 1991–1994 |           |
| 1,8    | 1845          | K8        | V6          | DOHC                  | 95 (129) / 6000            | 157/5000                | 9,2:1                    | 8,9                | 1994–1998 |           |

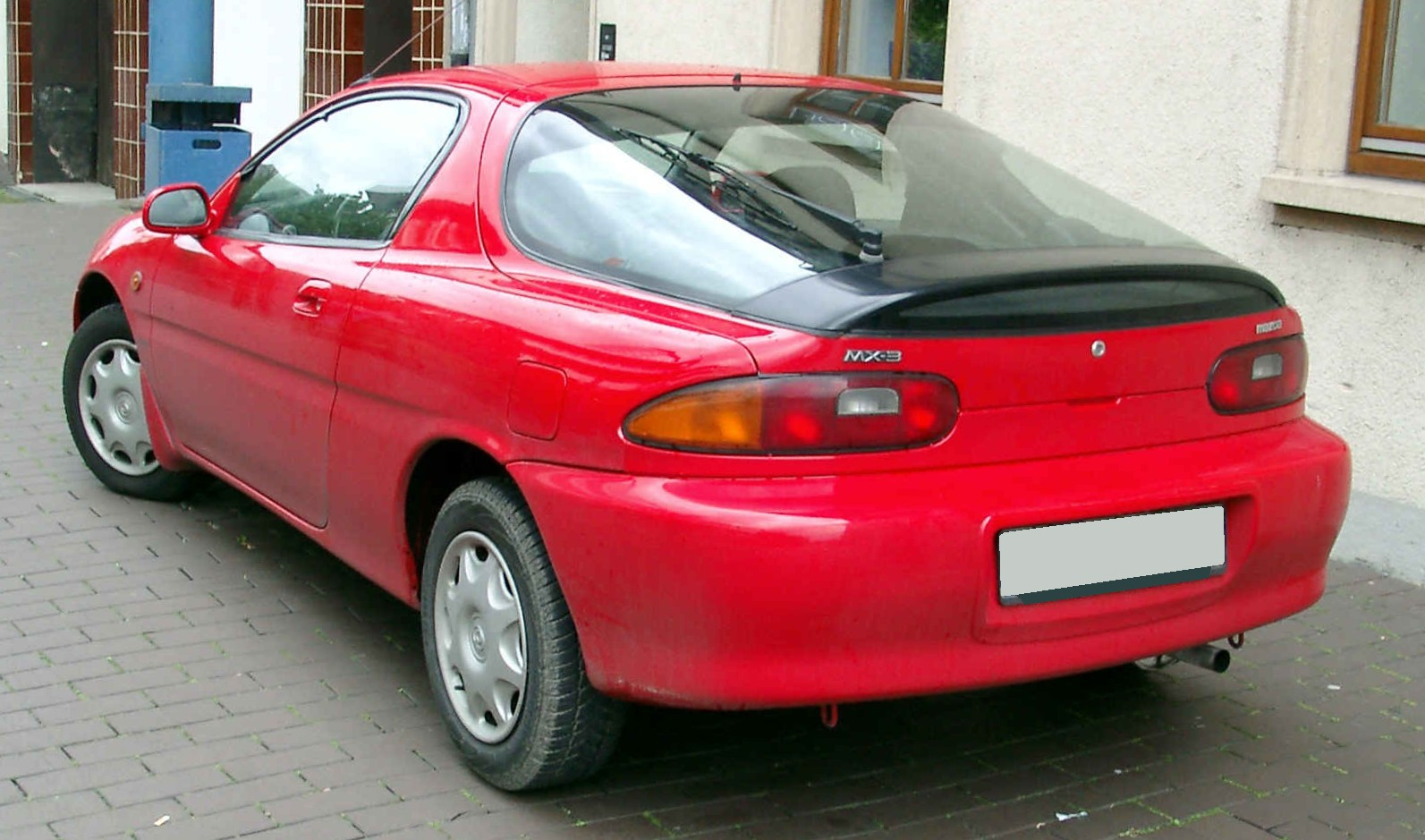
Heckansicht
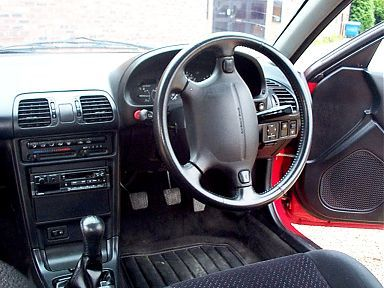
Instrumententafel
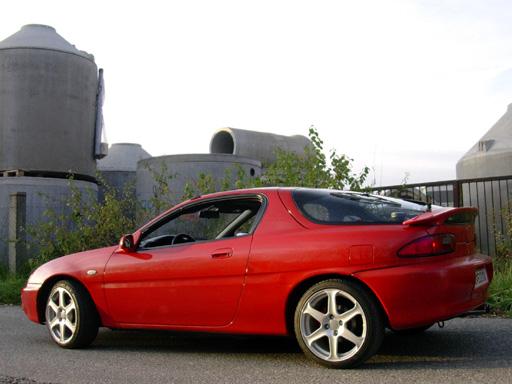
Mazda MX-3 1,8 (1995)
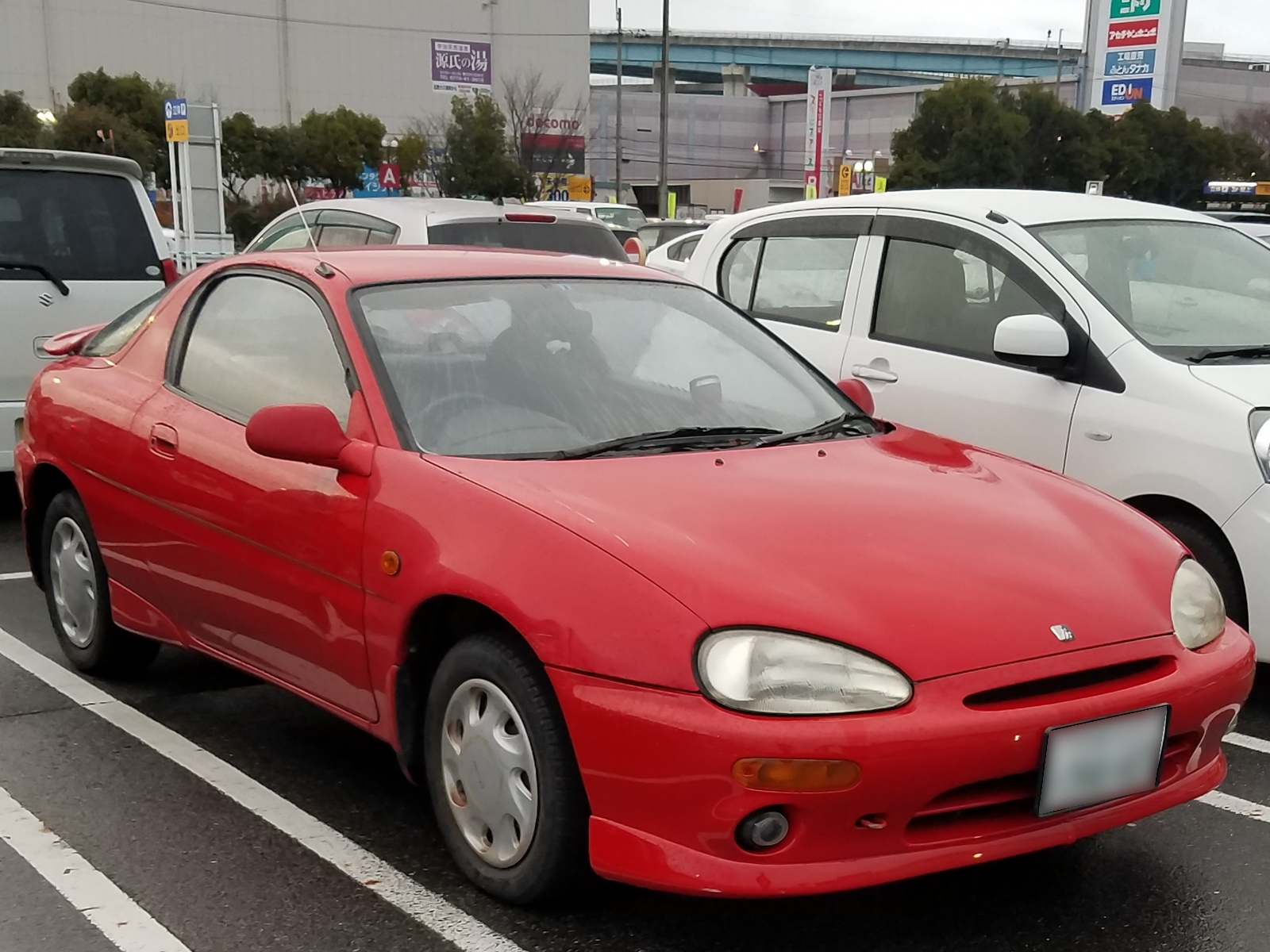
Autozam AZ-3
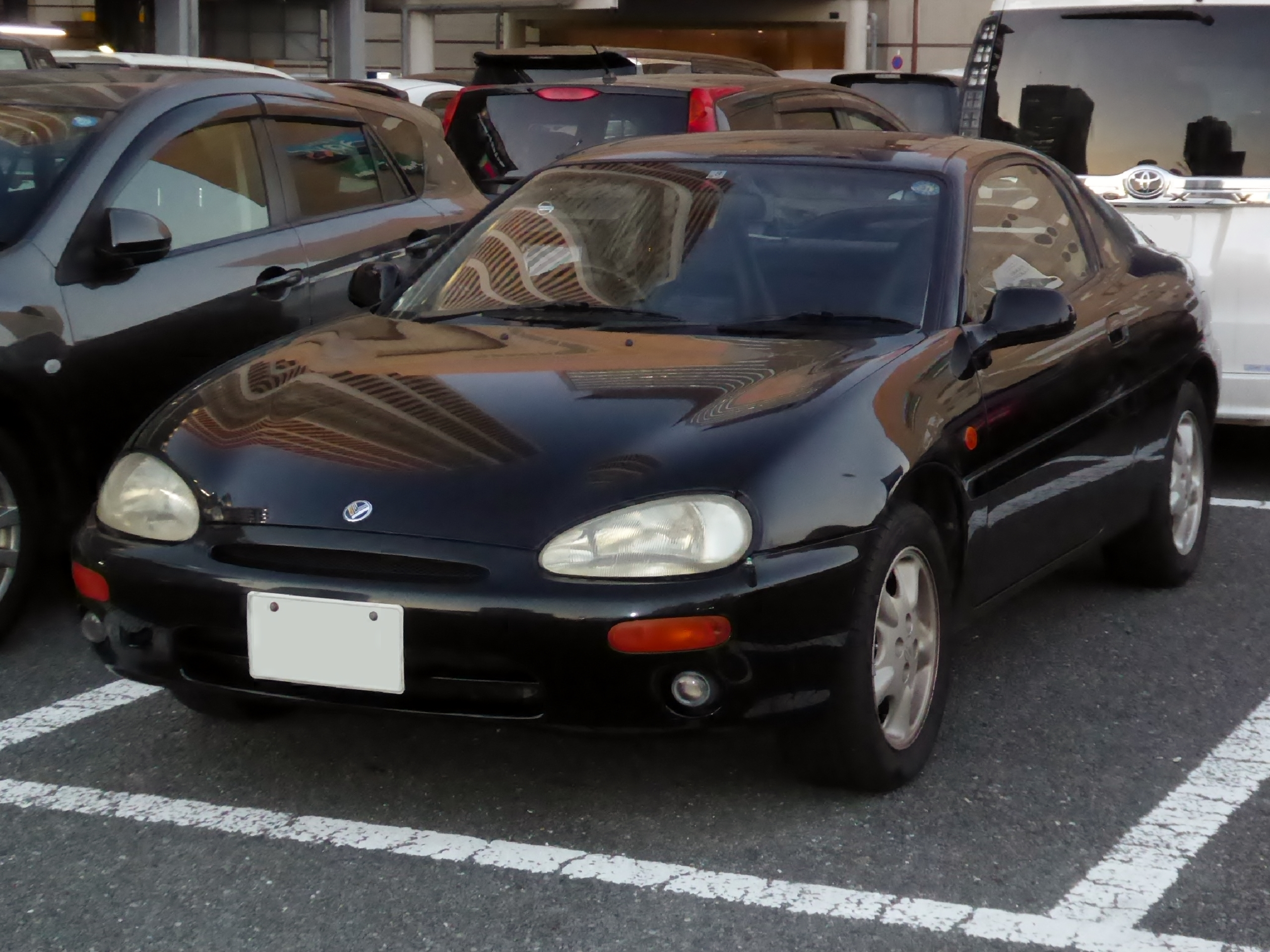
Eunos Presso

## Fahrleistungen

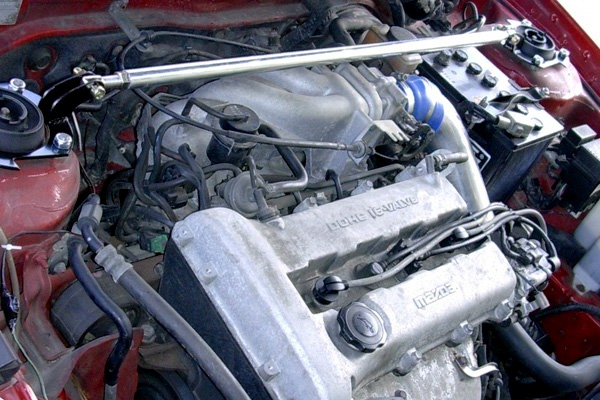
1,6 l DOHC-Motor

Vor allem die Version mit dem V6-Motor, dessen Drehzahlgrenze bei 7.000/min liegt, hat angesichts der Motorleistung vergleichsweise gute Fahreigenschaften, zurückzuführen auch auf das geringe Fahrzeuggewicht, den niedrigen Schwerpunkt und das kurz abgestufte Fünfganggetriebe, das eine Höchstgeschwindigkeit von 202 km/h und eine Beschleunigung von 0 auf 100 km/h in 8,5 Sekunden ermöglicht. Für die 'Viertelmeile' benötigt der V6 16,8 s.
Die Vierzylinderversionen beschleunigen mit Fünfganggetriebe in 10,5 s von 0 auf 100 km/h und erreichen etwa 180 km/h.